# Parahormetica bilobata
Parahormetica bilobata är en kackerlacksart som först beskrevs av Henri Saussure 1864.  Parahormetica bilobata ingår i släktet Parahormetica och familjen jättekackerlackor. Inga underarter finns listade i Catalogue of Life.